# Уитейкер, Фредерик
Фре́дерик Уите́йкер (англ. Frederick Whitaker; 23 апреля 1812 — 4 декабря 1891) — премьер Новой Зеландии.

## Ранние годы жизни
Фредерик Уитейкер родился 23 апреля 1812 года в городе Бамптон (графство Оксфордшир, Великобритания), в семье судьи Фредерика Уитейкера и его жены Сьюзанн Хамфри. Получив юридическое образование, в возрасте 27 лет стал солиситором и адвокатом. В 1839 году отправился в Новый Южный Уэльс, откуда в марте 1840 года перебрался в Новую Зеландию, поселившись в районе залива Бей-оф-Айлендс. В апреле 1841 года переселился в Окленд, после переноса правительственных учреждений. 4 марта 1843 года женился на Джейн Огасте Гриффит.

## Политическая деятельность
В апреле 1842 года Уитейкер получил пост судьи суда графства, оставаясь им вплоть до упразднения должности в 1844 году, после чего вновь стал адвокатом и стал заниматься предпринимательской деятельностью (участвовал в организации добычи марганцевой руды на островах Грейт-Барриер и Кавау). В марте 1845 года Уитейкер был назначен в законодательный совет, членом которого оставался вплоть до 1846 года. В мае 1853 года он вновь стал членом законодательного совета, созванного согласно новой конституции. В 1854 году Уитейкер также получил пост служащего в провинциальном судебном ведомстве Окленда.
В 1856 году Уитейкер стал первым министром юстиции Новой Зеландии при ответственном правительстве Генри Сьюэлла, оставаясь им вплоть до 1861 года, когда он покинул законодательный совет и вернулся к юридической практике.
В октябре 1863 года, после отставки премьера Дометта, Уитейкеру было предложено сформировать новое правительство Новой Зеландии, что и было сделано 30 октября того же года. В годы премьерства Уитейкер возглавлял так называемую «военную партию». При нём с целью нейтрализации губернатора Джорджа Грея правительство взяло на себя полную ответственность за проблему коренного населения, а также приняло три ключевых закона. Закон о подавлении восстания отменял хабеас корпус и вводил военное положение в взбунтовавшихся округах; Закон о новозеландских поселениях обеспечивал карательную конфискацию земли у восставших маори; Закон о заимствовании санкционировал выделение займа в £3 млн, которые направлялись на развитие конфискованных земель. Уитейкер считал, что для поддержания «цивилизации и прогресса» в Новой Зеландии европейские поселенцы должны были иметь неограниченный доступ к землям, принадлежавшим маори. Он выступал за ведение беспощадной войны против коренных жителей и конфискацию маорийских земель в больших масштабах. В ноябре 1864 года Уитейкер был вынужден уйти в отставку, став предпринимателем и спекулянтом по земельным участком. Его покупка у правительства земель вблизи болота Пиако на очень выгодных условиях вызвало недовольство в обществе и была названа спекуляцией.
В период с 1866 по 1867 года Уитейкер был членом новозеландского парламента, представляя округ Парнелл. В октябре 1865 года он был также избран суперинтендантом Окленда, оставаясь им до 1867 года. В эти годы Уитейкер возглавлял «оклендский фланг» в новозеландском парламенте, защищая интересы уже бывшей столицы колонии (к тому времени она была перенесена в Веллингтон) и выступая за предоставление Окленду особого статуса и его передачу под управление лейтенант-губернатора. После своей отставки в 1867 году он провёл следующие девять лет своей жизни вне политики, занимаясь довольно успешно предпринимательской деятельностью.
В 1876 году Уитейкер вновь стал членом парламента от округа Уаикато, а позже вновь министром юстиции при премьере Гарри Аткинсоне. В 1879 году Уитейкер потерял своё место в парламенте, однако в 1879 году вновь был назначен новым премьером Джоном Холлом членом законодательного совета. После отставки Холла Уитейкер в апреле 1882 года во второй раз в своей жизни стал премьером Новой Зеландии, оставаясь им до сентября 1883 года. В годы премьерства он выступал одним из сторонников расширения британского влияния и захвата новых территорий в Тихом океане, что отвечало его интересам на островах Фиджи и в Новой Зеландии. В 1884 году вместе с Гарри Аткинсоном посетил Межколониальный съезд в Сиднее, на которой они представили резолюции, осуждавшую рост иностранного присутствия в Тихом океане.

## Поздние годы жизни
В 1884 году Уитейкер стал рыцарем Ордена Святого Михаила и Святого Георгия. С 1887 по 1890 года был министром юстиции и членом законодательного совета. Умер 4 декабря 1891 года в городе Веллингтон.